# Franz Schmidt (bøddel)
 For alternative betydninger, se Franz Schmidt. (Se også artikler, som begynder med Franz Schmidt)
Franz Schmidt (1555 – 1634), også kendt som Meister Franz (mester Franz), var en bøddel i Hof, Bayern, fra 1573 til april 1578, og fra 1. maj 1578 til udgangen af 1617 som bøddel i Nürnberg. Han skrev en detaljeret dagbog over sit arbejde, hvori han beskrev de 361 henrettelser, som han udførte i sin 45 år lange karriere.

## Karriere
Franz Schmidts far, Heinrich, var oprindeligt skovarbejder i den nordøst-bayeriske by Hof. Da den tyranniske Albrecht 2. (regerede 1527–1553), ønskede tre mand hængt udvalgte han Heinrich fra en gruppe mennesker, og han tvang ham til at udføre henrettelserne, hvorefter Heinrich ikke havde noget andet valg end at fortsætte en karriere som bøddel, da ingen ønskede at ansætte ham som andet end bøddel.
Franz Schmidt blev sandsynligvis født i 1555, og da han var omkring 18 år gammel blev han bøddel under sin faders oplæring Bamberg i 1573. Fem år senere, i 1578, sikrede han sig en stilling som bøddel i Nürnberg. Han giftede sig med overbødlens datter Maria Beck, og fik til sidst selv denne stilling efter hans svigerfar var død.
Schmidt fik syv børn, og hans indkomst, der var på størrelse med byens rigeste jurister, gjorde det muligt for ham at have et stort hjem i Nürnberg. Efter han blev pensioneret i 1617 begyndte han en ny lukrativ karriere som medicinsk konsulent. Han fik en statsbegravelse i 1634 på Nürnbergs mest prominente kirkegård, hvor han blev begravet ganske tæt ved berømte personer som Albrecht Dürer og Hans Sachs.
Igennem hele sin karriere som bøddel havde Schmidt også en bibeskæftigelse som healer. Ifølge Joel Harrington, der har skrevet om hans liv, var antallet af patienter, som han havde behandlet op imod 15.000 ifølge Schmidt selv.